# Głuchołazy (gemeente)
De gemeente Głuchołazy is een stad- en landgemeente in het Poolse woiwodschap Opole, in powiat Nyski.
De zetel van de gemeente is in Głuchołazy.
Op 30 juni 2004 telde de gemeente 25 994 inwoners.

## Oppervlakte gegevens
In 2002 bedroeg de totale oppervlakte van gemeente Głuchołazy 167,98 km², waarvan:
- agrarisch gebied: 69%
- bossen: 18%

De gemeente beslaat 13,73% van de totale oppervlakte van de powiat.

## Demografie
Stand op 30 juni 2004:
| Omschrijving                   | Totaal | Totaal | Vrouwen | Vrouwen | Mannen | Mannen |
| ------------------------------ | ------ | ------ | ------- | ------- | ------ | ------ |
| eenheid                        | aantal | %      | aantal  | %       | aantal | %      |
| inwoners                       | 25 994 | 100    | 13 471  | 51,8    | 12 523 | 48,2   |
| bevolkingsdichtheid (inw./km²) | 154,7  | 154,7  | 80,2    | 80,2    | 74,6   | 74,6   |

In 2002 bedroeg het gemiddelde inkomen per inwoner 1052,82 zł.

## Plaatsen
Biskupów, Bodzanów, Burgrabice, Charbielin, Gierałcice, Głuchołazy, Jarnołtówek, Konradów, Markowice, Nowy Las, Nowy Świętów, Podlesie, Pokrzywna, Polski Świętów, Rudawa, Skowronków,Sławniowice, Stary Las, Sucha Kamienica, Wilamowice Nyskie.

## Aangrenzende gemeenten
Nysa, Otmuchów, Prudnik. De gemeente grenst aan Tsjechië.